# 松本貴久
松本 貴久（まつもと たかひさ、1965年（昭和40年）12月15日 - ）は、日本の建設・国土交通官僚。

## 来歴
東京都出身。1987年（昭和62年）9月、国家公務員採用試験Ⅰ種（経済）に合格。翌1988年（昭和63年）3月に慶應義塾大学経済学部を卒業し、同年4月、建設省へ入省。
入省後、建設省九州地方建設局用地部用地第一課長、同省住宅局住宅・都市設備公団監理官付補佐、鳥取市企画部長、国土交通省大臣官房人事課課長補佐、同省河川局水政課企画専門官、独立行政法人都市再生機構地方都市業務部チームリーダー、同経営企画部チームリーダー、国土交通省総合政策局建設市場整備課労働資材対策官、同省住宅局総務課民間事業支援調整室長（併）同省住宅局住宅債権証券化推進室次長（併）同省大臣官房都市再生機構連絡調整室次長（命）労働政策審議会勤労者生活分科会幹事、同省水管理・国土保全局下水道部下水道企画課長、独立行政法人水資源機構特命審議役、同総務人事本部総務部長、国土交通省大臣官房参事官（税制担当）、同省住宅局住宅総合整備課長、同省住宅局総務課長（併）同省大臣官房広報戦略室広報戦略官（併）同省総合政策局情報政策本部サイバーセキュリティ・ 情報化推進官、内閣府大臣官房審議官（経済社会システム担当）などを歴任。内閣府民間資金等活用事業推進室長として、官民パートナーシップやPFIの活用を推進した。
2021年（令和3年）7月1日、国土交通省政策統括官（兼）同省大臣官房参事官（土地利用担当）に就任。2022年6月28日、辞職。